# 20 de Capricorn
20 de Capricorn (20 Capricorni) és un estel variable de magnitud aparent mitjana +6,26 situat a la constel·lació de Capricorn. S'hi troba a 430 anys llum de distància del sistema solar.
20 de Capricorn és un estel de tipus espectral Ap o B9pSi amb una temperatura efectiva de 11.970 K. Té una lluminositat 85 vegades major que la lluminositat solar i una massa 2,95 vegades major que la del Sol. La seva edat s'estima en 77 milions d'anys, que correspon a 1/5 part de la seva vida dins de la seqüència principal. Gira sobre si mateixa amb una velocitat de rotació projectada de 55 km/s.
20 de Capricorn és un estel químicament peculiar —concretament un estel Ap amb línies d'absorció fortes de silici—, semblant a α Circini o Alioth (ε Ursae Majoris). La seva lluentor és variable, observant-se una variació de 0,05 magnituds en un període de 2,25 dies, estant classificada com a Variable Alpha² Canum Venaticorum. Quant a variable rep el nom d'AO Capricorni.